# National Emblem
"National Emblem", es una popular marcha estadounidense compuesta en 1902 y publicada en 1906 por Edwin Eugene Bagley. Es ampliamente usada por el Ejército de Estados Unidos en sus ceremonias.

## Historia
Bagley compuso la partitura durante una gira en tren en 1902 con su banda familiar, Wheeler's Band of Bellows Falls, Vermont. Se sintió frustrado con el final y tiró la composición a la basura. Los miembros de la banda lo recuperaron y ensayaron la partitura en secreto en el vagón de equipajes . Bagley se sorprendió cuando la banda le informó minutos antes del siguiente concierto que la interpretarían. Aunque se convirtió en la más famosa de todas las marchas de Bagley, la composición no hizo rico ya que vendió los derechos de autor por 25 dólares.
En la primera estrofa, Bagley incorporó las primeras doce notas de "The Star-Spangled Banner" interpretadas por bombardino, fagot, clarinete alto, saxofón tenor y trombón, disfrazadas de compás doble en lugar de triple. El resto de las notas son todas de Bagley, incluidos los cuatro acordes cortos repetidos en La bemol mayor que conducen a una declaración de los metales bajos que recuerda al himno nacional. 
La banda de Arthur Pryor hizo la primera grabación de la marcha el 19 de mayo de 1908, seguida de una grabación de la United States Marine Band el 21 de marzo de 1914 (ambas grabaciones de Victor Talking Machine Company ).
Una vez le pidieron al compositor John Philip Sousa que enumerara las tres marchas callejeras más efectivas jamás escritas. Sousa enumeró dos de sus propias composiciones, pero seleccionó "National Emblem" para la tercera. Cuando Sousa formó y dirigió la Navy Jacket Band de 350 miembros en la Estación Naval de los Grandes Lagos, eligió cinco marchas para las campañas de bonos de libertad de la Primera Guerra Mundial. Cuatro fueron suyas: "Semper Fidelis", "Washington Post", "The Thunderer", "Stars and Stripes Forever" y "National Emblem March" de Bagley.
"National Emblem March" fue la composición de marcha favorita de Frederick Fennell, quien hizo un arreglo de ella en 1981. Fennell calificó la pieza como "una marcha tan perfecta como puede ser una marcha".

## En la cultura popular
- En 1960, un grupo de músicos de estudio liderados por Ernie Freeman grabaron un arreglo de rock and roll de la melodía, que posteriormente fue lanzado como sencillo de Liberty Records bajo el título National City y acreditado a la Joiner (Arkansas) Junior High School Band. Se convirtió en un éxito menor, alcanzando el puesto 53 en la lista Billboard Hot 100 .[3]
- La marcha ha aparecido en películas como The Dirty Dozen, Protocol y Hot Shots. .
- La marcha se cita en la canción de Phil Ochs The War Is Over .